# Keith Griffiths (cầu thủ bóng đá)
George Keith Griffiths (30 tháng 12 năm 1927 – tháng 8 năm 2015) là một cầu thủ bóng đá người Anh từng thi đấu ở vị trí thủ môn ở Football League cho Chester.

## Sự nghiệp bóng đá
Griffiths bắt đầu sự nghiệp thi đấu cùng với Rhyl trước khi gia nhập câu lạc bộ quê nhà Chester vào mùa hè 1955 cùng với John Devine. Màn ra mắt tại Football League diễn ra ngày 28 tháng 9, trong chiến thắng 3–2 trước Carlisle United trên sân Sealand Road.
Ông trải qua 2 năm là thủ môn số hai sau Bobby Jones trước khi được thi đấu thường xuyên ở mùa giải 1957-58. Ông vẫn nằm trong đội hình chính nhưng chỉ có được 7 lần ra sân ở giải vô địch trước khi chuyển đi.

## Tiểu sử
- Sumner, Chas (1997). On the Borderline: The Official History of Chester City F.C. 1885-1997. Yore Publications. ISBN 978-1-874427-52-0.